# 1966 في رومانيا
فيما يلي قوائم الأحداث التي وقعت خلال عام 1966 في رومانيا.

## ظهور
- 1 يناير – داسيا شركة فرنسية لتصنيع السيارات.

## مواليد

### أبريل
- 22 أبريل – فاليريو تيتسا

### سبتمبر
- 6 سبتمبر – إميل بوك سياسي روماني.

## وفيات

### سبتمبر
- 12 سبتمبر – يوسف كزاكو (مواليد 1906) لاعب كرة قدم روماني.